# Tashkent Open 2017
Il  Tashkent Open 2017 è stato un torneo di tennis giocato all'aperto sul cemento. Questa è stata la 19ª edizione dell'evento e fa parte della categoria International del WTA Tour 2017. Il Tashkent Open si è giocato dal 25 al 30 settembre 2017 al Tashkent Tennis Center di Tashkent, in Uzbekistan.

## Partecipanti

### Teste di serie
| Nazionalità | Giocatrice             | Ranking* | Testa di serie |
| ----------- | ---------------------- | -------- | -------------- |
| Rep. Ceca   | Kristýna Plíšková      | 42       | 1              |
| Ungheria    | Tímea Babos            | 53       | 2              |
| Germania    | Tatjana Maria          | 54       | 3              |
| Romania     | Irina-Camelia Begu     | 55       | 4              |
| Rep. Ceca   | Markéta Vondroušová    | 64       | 5              |
| Serbia      | Aleksandra Krunić      | 65       | 6              |
| Giappone    | Nao Hibino             | 72       | 7              |
| Russia      | Ekaterina Aleksandrova | 75       | 8              |

* Ranking al 18 settembre 2017.

### Altre partecipanti
Le seguenti giocatrici hanno ricevuto una Wild card:
- Nigina Abduraimova
- Akgul Amanmuradova
- Sabina Sharipova

Le seguenti giocatrici sono passate dalle qualificazioni:

- Lizette Cabrera
- Jana Fett
- Irina Chromačëva
- Vera Zvonarëva

## Campionesse

### Singolare
Kateryna Bondarenko ha sconfitto in finale  Tímea Babos con il punteggio di 6–4, 6–4.
- È il secondo titolo in carriera per Bondarenko, il primo dal 2008.

### Doppio
Tímea Babos /  Andrea Hlaváčková hanno sconfitto in finale  Nao Hibino /  Oksana Kalašnikova con il punteggio di 7–5, 6–4.